# Konyec – Az utolsó csekk a pohárban
A Konyec – Az utolsó csekk a pohárban egy 2006-ban készült, 2007-ben bemutatott színes, magyar filmszatíra, amit Rohonyi Gábor rendezett.

## Történet
Emil és Hédi fél évszázaddal ezelőtt szeretett egymásba, és az eltelt ötven év elég volt arra, hogy a két ember minden pofont megkapjon a sorstól. Egy szép napon Emil kisétál a behajtóktól fenyegetett társasházi lakásból, és kirámolja az első útjába kerülő postafiókot (Becstelepen). A következő rablásra, melyre egy légrádi benzinkúton kerül sor, már a vidéki nyomozópáros, a rendőrtalentum Ági és a forrófejű Andor is felfigyel. Hédi csatlakozik Emilhez, és sajátos ámokfutásba kezdenek, hogy bepótoljanak valamit az elvesztegetett életükből. A média által Vérdíjas Nyugdíjasoknak nevezett páros körül egyre szorosabbra zárul a hurok.

## Szereplők
- Keres Emil (Kis Emil)
- Schell Judit (Beregi Ágnes főhadnagy)
- Schmied Zoltán (Szeles Andor hadnagy)
- Földi Teri (Fellegi Hédi)
- Geiger Zsófia (fiatal Hédi)
- Ruszina Szabolcs (fiatal Emil)
- Đoko Rosić (Juan)
- Barbinek Péter (Erdélyi Tibor rendőrkapitány)
- Horkay Péter (Lévai)
- Szabados Mihály (Elek)
- Kapácsy Miklós (Gábor)
- Benedek Csaba (rendőr)
- Mednyánszky Ági (Klotild)
- Várnagy Katalin (Stefi)
- Bánfalvy Ágnes (banki alkalmazott)
- Kiss Erika (számlásnő)
- Kézdy György (Csík)
- Schwimmer János (recepciós)
- Hajdu István (végrehajtó)
- Csendes László (Barna elvtárs)
- Szűrös Szilvia (prosti 1.)
- Udvarias Katalin (prosti 2.)
- Matus Gábor (benzinkutas 1.)
- Kovács Ferenc (benzinkutas 2.)
- Szente Gábor (labortechnikus)
- Zalányi Gyula (bankigazgató)
- Závodszky Noémi (bankosnő 1.)
- Gáspár Imola (bankosnő 2.)
- Szűcs 'Medve' Gábor (férfi a bankkal szemben)
- Szemán Béla (őrmester)
- Szegedi Dezső (Benyák)
- Szász Domonkos (Tizedes)
- Rabb Ferenc (önmaga)
- Miklya Attila (önmaga)
- Hadas Krisztina (önmaga)
- Krakkó Ákos (önmaga)

## Alkotók
- Rendező – Rohonyi Gábor
- Producer – Mesterházy Ernő, Mécs Mónika
- Operatőr – Szatmári Péter
- Co-producer – Sean C. Poole
- Executive producer – Fehér Károly
- Forgatókönyvíró – Lovas Balázs
- Eredeti történet – Pozsgai Zsolt
- Vágó – Király István
- Zeneszerző – Madarász Gábor
- Főcímdal – Kiss Tibor
- Szövegíró – Jáger Barna
- Hangmérnök – Balázs Gábor
- Díszlettervező – Hujber Balázs
- Rendezőasszisztens – Szigeti Csilla
- Rendezőasszisztens 2. – Fülöp Gergely
- Televíziós bejátszások rendezője – Báthory Orsolya
- Standfotográfus – Gáti György
- Sajtófőnök és werkfilm – Bártfai Andrea "Zsöme"
- Producer asszisztens – Gergely Rita
- Felvételvezető – Garas Klári
- Helyszíni felvételvezető – Szász Domonkos
- Produkciós asszisztens – Vedres Andrea, Szabó Réka, Bálint Viktor
- Produkciós pénztáros – Horváth Ágota
- Produkciós könyvelő – Bakonyi Melinda
- Jelmeztervező – Breckl János
- Építész – Brill Barna
- Fodrász – Bódis Richárd
- Rendőrségi szakértő – Dr. Garamvölgyi László, Czégényi József
- Kaszkadőr szakértő – Gulyás Kiss Zoltán

## Nézettség
A nézettségi adatok szerint 108 539 jegyet adtak el rá.

## Díjak és jelölések
- 38. Magyar Filmszemle (2007) – Közönség díj
- 38. Magyar Filmszemle (2007) – Diákzsűri különdíja (első nagyjátékfilm): Rohonyi Gábor
- 38. Magyar Filmszemle (2007) – Legjobb műfaji film: Rohonyi Gábor

## Televíziós megjelenés
TV2, HBO, Duna TV, Comedy Central, Viasat 3, FEM3, Mozi+, Magyar Mozi TV